# Piața Universității – România
Piața Universității – România este un film documentar românesc din 1991 regizat de Stere Gulea, Vivi Drăgan Vasile și Sorin Ilieșiu.

## Prezentare
Filmul, care a avut la bază un scurtmetrajul documentar intitulat Te iubesc, Libertate!, prezintă Protestele din Piața Universității, înăbușite de Mineriada din iunie 1990. Pe genericul de început se precizează că „acest film este dedicat tuturor românilor care au luptat împotriva comunismului”.
Au fost intervievate următoarele persoane: George Șerban (membru al Societății „Timișoara”), Stelian Tănase (scriitor), Octavian Rădulescu (membru al Asociației Foștilor Deținuți Politici), Mircea Dinescu (poet, președintele Uniunii Scriitorilor), Ana Blandiana (poetă), Eugen Negrea (ziarist la Azi), Gilda Lazăr (ziaristă la Dreptatea), Dumitru Iuga (tehnician, liderul Sindicatului Liber TV), Mihai Chițac (ministru de interne în iunie 1990), Alexandru Nancu (liderul Asociației „21 Decembrie”), Alexandru Crăciun (liderul Grupului Independent pentru Democrație), Toader Ștețca (primarul comunei Săpânța), Miron Cozma (liderul minerilor din Valea Jiului), Răzvan Theodorescu (președintele TVR), Ion Caramitru (actor, președintele UNITER), Petre Roman (prim-ministru), Petre Mihai Băcanu (ziarist la România liberă), Marian Munteanu (student, liderul Ligii Studenților), Mihai Șora (profesor universitar, fost ministru al învățământului), Dumitru Dincă (membru al Asociației „Alianța Poporului”), Emanuel Valeriu (director general al TVR), Corneliu Puiu (muncitor) și Dragoș Pâslaru (actor).

## Primire
Filmul a fost vizionat de 235.463 de spectatori în cinematografele din România, după cum atestă o situație a numărului de spectatori înregistrat de filmele românești de la data premierei și până la data de 31 decembrie 2014 alcătuită de Centrul Național al Cinematografiei.

## Premii
Piața Universității – România a obținut în anul 1991 mai multe premii:
- 3 premii ale Uniunii Cineaștilor din România:
  - Marele Premiu pentru film documentar de lung metraj – Stere Gulea, Vivi Drăgan Vasile și Sorin Ilieșiu pentru filmul Piața Universității - România[3]
  - Premiul pentru coloana sonorá – Horea Murgu pentru filmul Piața Universității - România, ex-aequo cu Andrei Bretz pentru filmul Întristări[4]
  - Premiul pentru montaj – Nita Chivulescu pentru filmul Piața Universității - România, ex-aequo cu Elisabeta Zamfirescu pentru filmele Să facem totul și Noica – lumina umbrei[4]
- Premiul pentru film-eveniment la Festivalul filmului de la Costinești